# Мики, Павел
Па́вел Ми́ки (яп. パウロ三木 Поуро Мики, 1565, Киото, Япония — 5 февраля 1597, Нагасаки, Япония) — святой Римско-Католической Церкви, мученик, канонизированный вместе с другими японскими мучениками, погибшими за свою веру при японском политическом деятеле Тоётоми Хидэёси.

## Биография
Павел Мики родился в 1565 году в Киото. В возрасте 5 лет принял таинство крещения. В 1587 году поступил в монашеский орден иезуитов. После богословского обучения у иезуитов и прохождения новициата Павел Мики проповедовал католицизм по всей Японии. В 1597 году, после указа Тоётоми Хидэёси, запрещавшего деятельность христианских миссионеров в Японии, был арестован, подвергнут жестоким пыткам и приговорён к казни. В начале февраля 1597 года Павел Мики вместе с другими японскими католиками и несколькими европейскими католическими миссионерами был подвергнут пытке: им отрубили часть левого уха и провели истекающих кровью по улицам города Мияко. Затем их перевезли в Нагасаки, чтобы там казнить через распятие. Поначалу каждого из мученика приковали к лежащему на земле кресту, который затем воткнули в землю в ряд на расстоянии нескольких метров друг от друга и потом убили каждого одновременным ударом копья. После их казни местные христиане собрали одежду мучеников и запекшуюся кровь.

## Прославление
В 1627 году Павел Мики был беатифицирован вместе с другими двадцатью пятью японскими мучениками римским папой Урбаном VIII и канонизирован в 1862 году римским папой Пием IX.
День памяти — 6 февраля.

## Источник
- Литургия Часов, Час Чтений, изд. Паолине, М., 2004, стр. 1408, ISBN 5-900086-28-3